# بیل برادلی (دوچرخه‌سوار)
بیل برادلی (انگلیسی: Bill Bradley; ۳۰ مارس ۱۹۳۳ – ۳۰ ژوئن ۱۹۹۷) دوچرخه‌سوار اهل بریتانیا بود. وی در بازی‌های المپیک تابستانی ۱۹۶۰ شرکت کرده است.